# Koloman Adamis
Koloman Adamis (2. ledna 1882, Nitra – 13. července 1967, Nitra) byl slovenský právník (advokát) a publicista.
Narodil se v rodině úředníka Pavla Adamise a jeho manželky Heleny rozené Bedekovičové. Gymnázium absolvoval ve svém rodném městě, později vystudoval právo na univerzitách v Budapešti a Kluži. Následně působil jako advokát v Nitře.
Byl stálým spolupracovníkem novin Nyitrai Lapok ( "Nitrianske listy"). Drobně přispíval i do několika maďarských novin na území Slovenska a do budapešťských časopisů.